# Караунгир (река)
Караунгир или Кара-Унгур — река в Казахстане, протекает в Актюбинской области. Устье реки находится в 70 км по правому берегу реки Киялы-Буртя. Длина реки — 12 км. В 1 км от устья, по правому берегу реки впадает река Кзылсай.